# Contea di Kingsbury
La contea di Kingsbury, in inglese Kingsbury County, è una contea dello Stato del Dakota del Sud, negli Stati Uniti. La popolazione al censimento del 2000 era di 5 815 abitanti. Il capoluogo di contea è De Smet.